# 长实金柑
长实金柑（学名：Citrus margarita），又名金枣，为芸香科柑橘属下的一个种。1790年，葡萄牙植物学家若昂·德·洛雷罗在其著作《Flora cochinchinensis》中首次提到了这种植物。